# Rabobank (wielerploeg)/2011
Deze pagina geeft een overzicht van de Rabobank ProTeam-wielerploeg in  2011.

## Algemeen
Sponsor: Rabobank
Algemeen manager: Harold Knebel
Directeur sportief: Erik Breukink
Ploegleiders: Jan Boven, Erik Dekker, Adri van Houwelingen, Frans Maassen, Nico Verhoeven
Fietsmerk: Giant
Materiaal en banden: Shimano, Vittoria

## Renners
| Naam                | Geboortedatum | Nationaliteit | Contract t/m | Ploeg 2010                |
| ------------------- | ------------- | ------------- | ------------ | ------------------------- |
| Carlos Barredo      | 05-06-1981    | Spanje        | 2012         | Quick Step                |
| Lars Boom           | 30-12-1985    | Nederland     | 2014         |                           |
| Theo Bos            | 22-08-1983    | Nederland     | 2012         | Cervélo TestTeam          |
| Matti Breschel      | 31-08-1984    | Denemarken    | 2012         | Team Saxo Bank            |
| Graeme Brown        | 09-04-1979    | Australië     | 2011         |                           |
| Stef Clement        | 24-09-1982    | Nederland     | 2012         |                           |
| Laurens ten Dam     | 13-11-1980    | Nederland     | 2013         |                           |
| Jos van Emden       | 18-02-1985    | Nederland     | 2012         |                           |
| Rick Flens          | 11-04-1983    | Nederland     | 2013         |                           |
| Óscar Freire        | 15-02-1976    | Spanje        | 2011         |                           |
| Juan Manuel Gárate  | 25-04-1976    | Spanje        | 2013         |                           |
| Robert Gesink       | 31-05-1986    | Nederland     | 2012         |                           |
| Steven Kruijswijk   | 07-06-1987    | Nederland     | 2014         |                           |
| Sebastian Langeveld | 05-04-1984    | Nederland     | 2012         |                           |
| Tom Leezer          | 26-12-1985    | Nederland     | 2013         |                           |
| Paul Martens        | 26-10-1983    | Duitsland     | 2012         |                           |
| Michael Matthews    | 26-09-1990    | Australië     | 2012         | Team Jayco-Skins          |
| Bauke Mollema       | 26-11-1986    | Nederland     | 2012         |                           |
| Grischa Niermann    | 03-11-1975    | Duitsland     | 2012         |                           |
| Luis León Sánchez   | 24-11-1983    | Spanje        | 2012         | Caisse d'Epargne          |
| Tom-Jelte Slagter   | 01-07-1989    | Nederland     | 2012         | Rabobank Continental Team |
| Bram Tankink        | 03-12-1978    | Nederland     | 2012         |                           |
| Maarten Tjallingii  | 05-11-1977    | Nederland     | 2012         |                           |
| Coen Vermeltfoort   | 11-04-1988    | Nederland     | 2012         | Rabobank Continental Team |
| Pieter Weening      | 05-04-1981    | Nederland     | 2011         |                           |
| Dennis van Winden   | 02-12-1987    | Nederland     | 2013         |                           |
| Maarten Wynants     | 13-05-1982    | België        | 2012         | Quick Step                |

## Overwinningen
| Tour Down Under 3e etappe: Michael Matthews Ronde van Qatar Proloog: Lars Boom Ronde van Oman 1e etappe: Theo Bos 3e etappe: Theo Bos 4e etappe: Robert Gesink 5e etappe: Robert Gesink Eindklassement: Robert Gesink Ruta del Sol 3e etappe: Óscar Freire 4e etappe: Óscar Freire Omloop Het Nieuwsblad Winnaar: Sebastian Langeveld Ronde van Murcia 1e etappe: Michael Matthews | Tirreno-Adriatico 1e etappe (Ploegentijdrit) Ronde van Keulen Winnaar: Michael Matthews Ronde van Italië 5e etappe: Pieter Weening Tour de Rijke Winnaar: Theo Bos Critérium du Dauphiné Proloog: Lars Boom Delta Tour Zeeland Proloog: Jos van Emden Ronde van Zwitserland 6e etappe: Steven Kruijswijk Nationale kampioenschappen Nederland - wegtijdrit: Stef Clement Spanje - wegtijdrit: Luis León Sánchez | Ronde van Frankrijk 9e etappe: Luis León Sánchez Ronde van Denemarken 6e etappe: Theo Bos Dutch Food Valley Classic Winnaar: Theo Bos Ronde van Spanje Puntenklassement: Bauke Mollema Ronde van Groot-Brittannië 3e etappe: Lars Boom 6e etappe: Lars Boom Eindklassement: Lars Boom |

Barredo ·
Boom ·
Bos ·
Breschel ·
Brown ·
Clement ·
ten Dam ·
van Emden ·
Flens ·
Freire · 
Gárate ·
Gesink ·
Kruijswijk ·
Langeveld ·
Leezer ·
Martens ·
Matthews ·
Mollema ·
Niermann ·
Sánchez ·
Slagter ·
Tankink ·
Tjallingii ·
Vermeltfoort ·
Weening ·
van Winden · 
Wynants ·
Goos (stagiair)
Mannen: 1984 · 1985 · 1986 · 1987 · 1988 · 1989 · 1990 · 1991 · 1992 · 1993 · 1994 · 1995 · 1996 · 1997 · 1998 · 1999 · 2000 · 2001 · 2002 · 2003 · 2004 · 2005 · 2006 · 2007 · 2008 · 2009 · 2010 · 2011 · 2012 · 2013 · 2014 · 2015 · 2016 · 2017 · 2018 · 2019 · 2020 · 2021 · 2022 · 2023 · 2024 · 2025
Lijst van alle renners
Vrouwen: 2021 · 2022 · 2023 · 2024 · 2025
AG2R-La Mondiale · Astana · BMC Racing Team · Euskaltel-Euskadi · Team Garmin-Cervélo · Team HTC-High Road · Katjoesja · Lampre-ISD · Team Leopard-Trek · Liquigas-Cannondale · Team Movistar · Omega Pharma-Lotto · Quick Step · Rabobank · Team RadioShack · Saxo Bank-Sungard · Sky ProCycling · Vacansoleil-DCM